# Aurelio Mancuso
Aurelio Mancuso (Aosta, 8 novembre 1962) è un politico, giornalista italiano, ex presidente nazionale di Arcigay.

## Biografia
Dal 1981 al 1986 è segretario regionale della Federazione Giovanile Comunista Italiana. Nel 1988 entra a far parte della segreteria regionale valdostana del Partito Comunista Italiano e poi di quella del Partito Democratico della Sinistra e dei Democratici di Sinistra, come responsabile della stampa e propaganda, e successivamente come responsabile dell'organizzazione delle campagne elettorali.
Si occupa, inoltre, della condizione carceraria organizzando iniziative di inclusione all'interno dell'istituto di pena valdostano. Nel 1990 assume la direzione del settimanale della sinistra valdostana "Le Travail", fino al 2001. Giornalista pubblicista, collabora con diverse testate e diventa responsabile di settore del settimanale "Il Corsivo du pays d'Aoste".

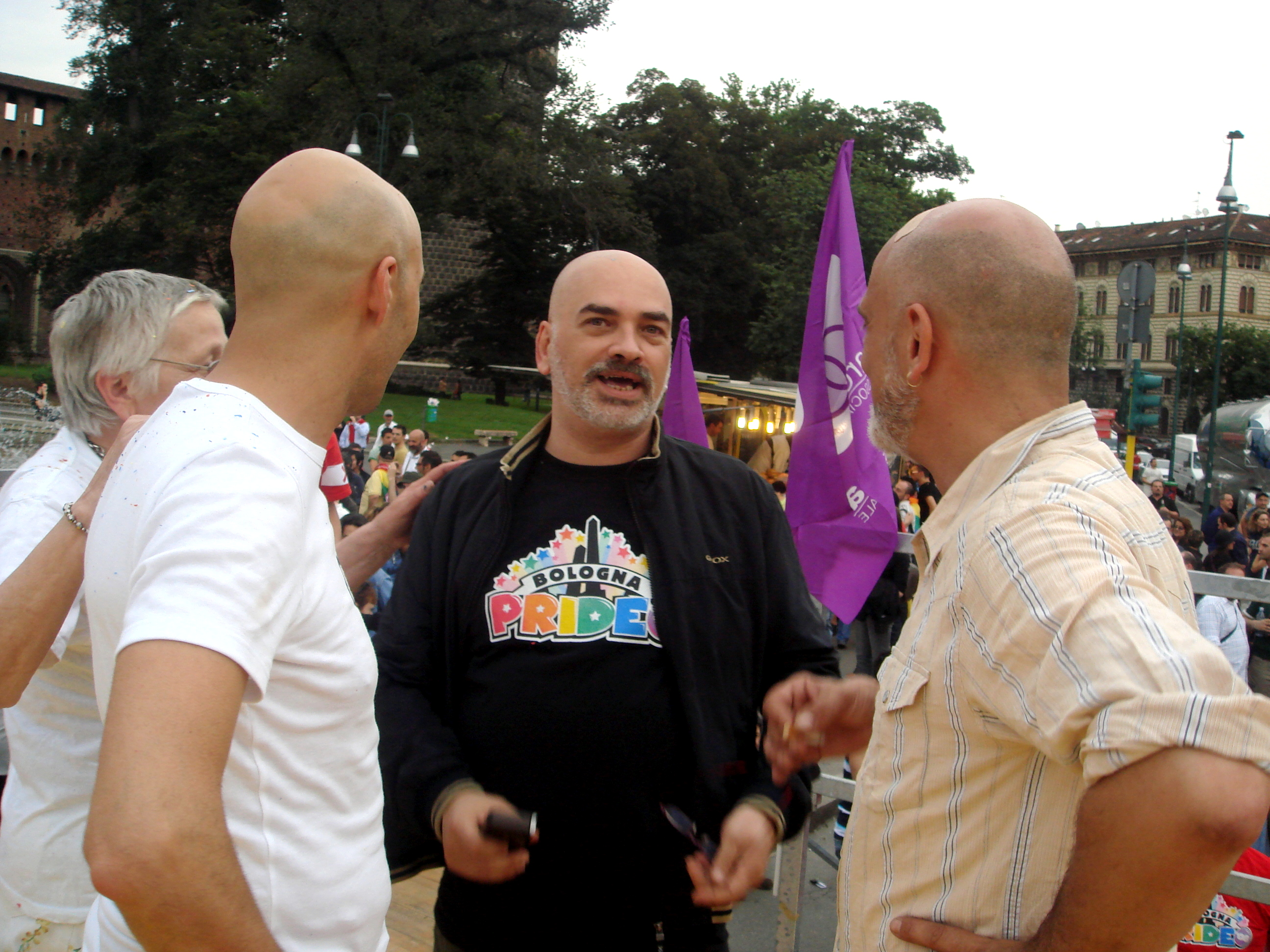
Aurelio Mancuso, Milano Gay Pride 2008

Nel settembre 1994 in un editoriale pubblicato appunto su Il Corsivo, rende pubblica la propria omosessualità. Nel gennaio 1995 si tiene la prima riunione di un gruppo di gay e lesbiche valdostani e il 9 marzo nasce l'Associazione 28 giugno Arcigay-Arcilesbica, della quale Mancuso diventa presidente. Dopo il 9º Congresso nazionale Arcigay, è nominato nella Segreteria nazionale con la funzione di tesoriere e successivamente assume l'incarico di responsabile dei rapporti con i circoli.
Nel 2000 assume l'incarico di portavoce nazionale del coordinamento degli omosessuali dei DS. Durante la sua gestione il Cods conduce alcune iniziative tra cui: il coinvolgimento dei DS nella difesa del World Pride Roma 2000, la promozione della candidatura di Gianni Vattimo al parlamento europeo, la promozione della candidatura di Franco Grillini alla Camera dei deputati.
Dal 3 febbraio 2002 è il Segretario Nazionale dell'Arcigay, carica a cui è stato riconfermato nel 2005. Dal 13 maggio 2007 al 14 febbraio 2010 è presidente nazionale di Arcigay. Nel dicembre 2006 ha deciso di uscire, con una lettera al segretario DS Piero Fassino dal partito cui era iscritto da 25 anni, per protesta contro l'appiattimento del partito sulle posizioni cattoliche nelle questioni legate al mondo LGBT..
Nel 2008 appoggia l'arresto, da parte della DIGOS, e la successiva incriminazione dell'attivista femminista Graziella Bertozzo sul palco del Bologna Pride, attraverso un comunicato sottoscritto anche dalla presidente di Arcilesbica.

L'11 marzo 2010 entra nel Partito Democratico, e diventa componente della commissione nazionale di garanzia. 

. Il 6 ottobre 2010 fonda l'associazione Equality Italia, e ne diventa presidente.
Negli anni si è sempre battuto per l'approvazione della legge sulle unioni civili, anche scontrandosi con il movimento LGBT, soprattutto sulla sua contrarietà alla surrogazione di maternità. Nel 2021 firma una lettera per la modifica della proposta di legge presentata da Alessandro Zan contro omofobia, transfobia, misoginia e abilismo.